# Sisay Bezabeh
Sisay Bezabeh, född 9 september 1977, är en australisk friidrottare. Han deltog vid olympiska sommarspelen 2000 och olympiska sommarspelen 2004.